# Sent Ponç de la Cam
Sent Ponç de la Cam (en francès Saint-Pons-la-Calm) és un municipi francès situat al departament del Gard i a la regió d'Occitània.